# 佐久市立近代美術館
佐久市立近代美術館（さくしりつきんだいびじゅつかん）は長野県佐久市の駒場公園内にある市立美術館。

## 概要
佐久市出身の画商で美術年鑑社社長の油井一二（ゆい いちじ、1909年 - 1992年）が50年余りにわたって蒐集した近現代の日本の美術作品が、1977年（昭和52年）に同市に寄贈されたことを受けて、1983年（昭和58年）5月26日に開館した。
日本画、洋画、彫刻、工芸、書画、現代美術など油井によるコレクション約3,000点を所蔵するほか、常設展示には、駒場公園内の野外彫刻18体、1990年（平成2年）の新装開館を機に、吉澤三朗より寄贈された中国の明清時代の陶磁器のコレクション約40点、同市名誉市民の平山郁夫の代表的作品などがある。
館内には特別展示室のほか、視聴覚室や5つの展示室がある。

## 主な所蔵作家
- 日本画：横山大観、奥村土牛、東山魁夷、奥田元宋、小倉遊亀、橋本雅邦、富岡鉄斎、上村松園、川合玉堂、髙山辰雄、白鳥映雪、長谷川青澄、伊東深水、下村観山、川端龍子、菊池契月、中村貞以、横山操、岩橋英遠、加山又造、川﨑小虎
- 洋画：東郷青児、有島生馬、小山敬三、田崎広助、中川一政、小磯良平、牛島憲之
- 彫刻：平櫛田中、澤田政廣、北村西望、佐藤忠良、竹内不忘
- 工芸：高橋節郎
- 書画：比田井天来
- 現代美術：池田満寿夫

## 主な所蔵作品
- 平山郁夫「仏教伝来」、「天山南路（夜）」、「出現」、「原始の眠」、「朝の富士山」、「大仏殿の夜」、「飛鳥の春」、「ギョレメの岩山」
- 横山大観「林亭の朝」
- 小磯良平「西洋婦人」
- 東郷青児「婦人像」
- 北村西望「猫」
- 平櫛田中「良寛とざくろ」
- 池田満寿夫「佐久讃歌」
- 竹内不忘「木の実 (II)」
- 高橋節郎「麦中譜」

## 建物
- 敷地面積 2778m2
- 建物延面積 2346m2

## 利用情報
- 開館時間：午前9時30分から午後5時
- 休館日：毎週月曜日（祝日の場合は翌火曜日）、年末年始（12月29日 - 1月3日）、展示替え期間

## アクセス

### 高速道路
- 上信越自動車道佐久ICから 車で約15分
- 中部横断自動車道佐久中佐都ICから 車で約15分

### 鉄道
- 北陸新幹線佐久平駅から 車約15分
- JR東日本小海線
  - 北中込駅から 徒歩約15分
  - 岩村田駅から 車約10分
  - 中込駅から 車約15分